# کریستین گارسیا (بازیکن فوتبال، زاده ۱۹۸۸)
کریستین گارسیا (انگلیسی: Cristian García؛ زادهٔ ۲۹ آوریل ۱۹۸۸) بازیکن فوتبال اهل آرژانتین است.
از باشگاه‌هایی که در آن بازی کرده‌است می‌توان به باشگاه فوتبال گودوی کروز، باشگاه فوتبال بانفیلد، باشگاه ورزشی تنریف، و باشگاه فوتبال رئال مورسیا اشاره کرد.